# Trachymene candelabrum
Trachymene candelabrum är en flockblommig växtart som beskrevs av Aleksandr Andrejevitj Bunge. Trachymene candelabrum ingår i släktet Trachymene och familjen flockblommiga växter. Inga underarter finns listade i Catalogue of Life.